# Erich Hahnenbruch

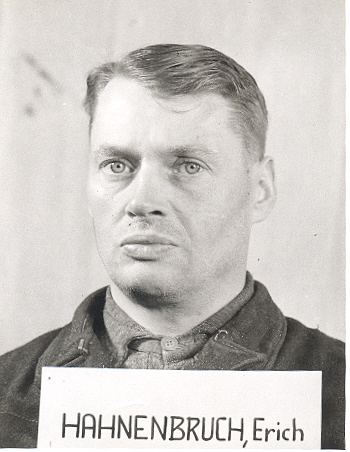
Erich Hahnenbruch als Zeuge bei den Nürnberger Prozessen.

Erich Hahnenbruch (* 5. November 1902 in Eschweiler; † 22. Januar 1965) war ein deutscher Polizeibeamter und SS-Führer.

## Leben und Wirken
Hahnenbruch trat zum 1. April 1930 in die NSDAP ein, aber im November 1932 wieder aus, die alte Nummer wurde aberkannt. Zum 1. Mai 1937 trat er der NSDAP wieder bei (Mitgliedsnummer 4.764.795). In den 1930er Jahren trat Hahnenbruch in die SS ein (SS-Nummer 272.602), in der er Mitarbeiter des Sicherheitsdienstes der SS (SD) wurde. In dieser Eigenschaft wurde er um 1940 als Beamter in das Reichssicherheitshauptamt (RSHA) aufgenommen, zunächst als Hilfsreferent im Rang eines Regierungsassessors im Referat IV B 2 (Protestantische Kirchenangelegenheiten).
Im Februar 1943 übernahm Hahnenbruch als Nachfolger von Erich Roth die Leitung des Referates IV B 2, in dem er mit der Leitung und Oberaufsicht der polizeilichen Bekämpfung des Protestantismus im NS-Staat betraut war und das er als Regierungsrat bis zum Kriegsende führte.
In der SS erreichte Hahnenbruch den Rang eines SS-Obersturmbannführers.